# Expeditions: Conquistador
Expeditions: Conquistador (También llamado Expediciones: Conquistador) es un videojuego perteneciente al género de rol táctico basado en un escuadrón, desarrollado por la empresa Logic Artists y lanzado por BitComposer para Windows, Linux y Macintosh el 30 de mayo de 2013. Las ediciones Española e Italiana fueron lanzadas por FX Interactive bajo el nombre Conquistadores del Nuevo Mundo. El jugador asume el papel de un conquistador español al frente de una expedición a La Española y México desde 1518 a 1520. El videojuego presenta gestión de recursos, una trama ramificada y elementos interactivos de ficción. Expediciones: Conquistador fue parcialmente financiado por una campaña de Kickstarter. La versión para Windows Phone del videojuego, de tipo estrategia y aventuras con una narración diversa, se lanzó en abril de 2012. Archivado el 22 de marzo de 2018 en Wayback Machine.

## Jugabilidad
Expediciones: Conquistador se desarrolla durante la Era de los Descubrimientos. El objetivo del jugador es montar una expedición desde España a La Española y México, el objetivo consiste en amasar oro e influencia mientras se construye y mantiene una fuerte fuerza de expedición. El juego concluye con el regreso del jugador a España. Durante el transcurso de la expedición, el jugador tiene la oportunidad de influir en el destino de las tierras exploradas. El juego se desarrolla en una historia alternativa que permite que las elecciones del jugador diverjan de los acontecimientos históricos.
El personaje jugador no participa en el combate y tiene cinco estadísticas de jugadores que no son de combate: táctica, diplomacia, curación, caza y liderazgo. Las estadísticas de los jugadores se asignan durante la creación del personaje y no suben de nivel, aunque los eventos en el juego y las bonificaciones del equipo pueden modificarlas. Las estadísticas del jugador abren opciones en eventos de diálogo; también influyen en varios aspectos del manejo de recursos y permiten al jugador alterar las condiciones iniciales de las batallas.
El juego incluye misiones basadas en texto y diálogo con historias de ramificación.
El jugador comienza el juego ensamblando una expedición de diez seguidores de personajes prefabricados. Hay cinco clases de personajes en español, cada uno correspondiente a los arquetipos comunes de combate de juegos de rol: soldado (tanque), explorador (traficante de daños), cazador (combate a distancia), médico (sanador) y erudito (unidad de apoyo). Además de las cinco clases de español, el juego tiene seis clases nativas que el jugador puede reclutar durante el juego. Las clases de personaje no tienen habilidades de combate y cada personaje tiene rasgos de personalidad únicos.
La expedición tiene un grupo de puntos de experiencia utilizados para subir de nivel a los seguidores para mejorar sus habilidades y desbloquear nuevas habilidades.
El combate se basa en un sistema de turnos y tiene lugar en una cuadrícula hexagonal. El jugador generalmente elige hasta seis miembros de la expedición para desplegarse en el campo de batalla.

## Desarrollo
Expediciones: Conquistador fue desarrollado por los desarrolladores daneses Logic Artists, con un equipo central de 8 a 10 desarrolladores a tiempo completo y trabajadores voluntarios e internos adicionales. El juego se basa en un proyecto universitario en el que la tarea era crear una demostración de juego para un público objetivo de una persona. La demo de XNA se realizó en tres semanas y fue en 2D y por turnos. La demostración se convirtió en un juego de Windows Phone 7 en un par de meses. Los desarrolladores comenzaron a construir Expeditions: Conquistador desde cero como un juego de rol en 3D por turnos en abril de 2012, y BitComposer lanzó el juego el 30 de mayo de 2013.
Los desarrolladores mencionan a King's Bounty como inspiración para la estructura general del videojuego. Utilizaron las series Heroes of Might and Magic, los dos primeros videojuegos de Fallout y Dungeons & Dragons como inspiración para el combate. La gestión de las tropas se inspiró en Rainbow Six y X-COM.
Los desarrolladores querían hacer un juego donde la exploración fuera el tema mecánico y narrativo central. Eligieron la Era de la Exploración como un entorno apropiado ya que la conquista española de las Américas no fue utilizada en los videojuegos y fue un período histórico rico en conflicto y potencial narrativo. Eligieron la perspectiva española porque parecía más emocionante, filosóficamente más compleja y más fresca que la perspectiva inglesa.
Logic Artists ejecutó una exitosa campaña de Kickstarter para financiar parcialmente el desarrollo del juego. El proyecto recaudó $ 77,247 de su meta de $ 70,000.

## Recepción
Expediciones: Conquistador tiene una puntuación metascore de 77 en la página de reseñas Metacritic, y un puntaje de 81.25% en el recopilador de críticas GameRankings.
Patrick Hancock de Destructoid elogió el sistema de escritura y la batalla "excelente" del juego, pero criticó el nivel de dificultad del juego como uno que podría desgastar a un jugador y hacerles creer que no estaban progresando y también por ser demasiado difícil al comienzo del juego dando como resultado una sensación de "prueba de fuego"